# アナ・ソフィーイ・オーケルス
アナ・ソフィーイ・リンデ・オーケルス（デンマーク語: Anna Sophie Linde Okkels、1990年3月23日 - )は、デンマークのハンドボール選手。
SKオーフス、ラナスHK、スィルゲボー＝ヴォールKFUMに所属した。2017年から2018年のシーズンを最後に、薬学の道に進むため引退することとなった。
ハンドボールデンマーク女子代表として2015年の世界女子ハンドボール選手権に参加している。